# Archie Dees
Archie William Dees (Ethel, Misisipi, 22 de febrero de 1936-Bloomington, Indiana, 4 de abril de 2016) fue un baloncestista estadounidense que disputó cuatro temporadas en la NBA. Con 2,03 metros de estatura, jugaba en la posición de ala-pívot. Fue una estrella universitaria, ganando en dos ocasiones el premio al mejor jugador de la Big Ten Conference.

## Trayectoria deportiva

### Universidad
Jugó durante tres temporadas con los Hoosiers de la Universidad de Indiana. Fue el primer jugador de la historia del equipo en promediar un doble-doble en sus tres años de jugador, con 22,7 puntos y 13,4 rebotes por partido, Esa marca de puntos es en la actualidad la tercera mejor de todos los tiempos de los Hoosiers, superado únicamente por George McGinnis (29,9) y Don Schlundt (23,3). Ganó el dos ocasiones el premio al mejor jugador de la Big Ten Conference, en 1957 y 1958, siendo el primero de la historia de la conferencia en hacerlo en dos temporadas consecutivas. Durante esas dos temporadas, fue incluido en segundo y tercer equipo All-American respectivamente, tras haber liderado la conferencia en anotación en ambas ocasiones, con 25,0 y 25,5 puntos.

### Profesional
Fue elegido en la segunda posición del Draft de la NBA de 1958 por Cincinnati Royals, donde jugó su primera temporada como profesional con mucha competencia en su puesto, saliendo a pista poco más de 18 minutos por partido, promediando 8,2 puntos y 5,0 rebotes por noche.
Antes de comenzar la temporada 1959-60 fue traspasado a Detroit Pistons junto con una segunda ronda del draft de 1959 a cambio de Phil Jordan. Allí no varió demasiado su situación, saliendo desde el banquillo y con menos de 20 minutos de juego por partido. Acabó el año promediando 9,7 puntos y 5,4 rebotes por encuentro. al año siguiente comenzaron sus problemas físicos, sufriendo una lesión en la rodilla que le haría perderse gran parte de la temporada, disputando tan solo 28 partidos, en los que promedió 5,2 puntos y 3,4 rebotes.
En la temporada 1961-62 fichó por la recién creada franquicia de los Chicago Packers al ser elegido por este equipo en el draft de expansión. Pero únicamente disputó 13 partidos, antes de ser traspasado a St. Louis Hawks, donde tras 8 partidos volvió a resentirse de la lesión de rodilla, que finalmente le obligó a retirarse prematuramente. En sus 4 temporadas como profesional promedió 8,1 puntos y 4,8 rebotes por partido.

## Estadísticas de su carrera en la NBA

### Temporada regular
| Temporada | Edad | Equipo            | Liga | P   | TIT | MIN  | TC  | TCA  | %TC  | 3P | 3PA | %3P | TL  | TLA | %TL  | R.OF. | R.DEF. | REB | ASIS | ROB | TAP | PER | FP  | PTS  |
| 1958-59   | 22   | Cincinnati Royals | NBA  | 68  |     | 1252 | 200 | 562  | .356 |    |     |     | 159 | 204 | .779 |       |        | 339 | 56   |     |     |     | 114 | 559  |
| 1959-60   | 23   | Detroit Pistons   | NBA  | 73  |     | 1244 | 271 | 617  | .439 |    |     |     | 165 | 204 | .809 |       |        | 397 | 43   |     |     |     | 188 | 707  |
| 1960-61   | 24   | Detroit Pistons   | NBA  | 28  |     | 308  | 53  | 135  | .393 |    |     |     | 39  | 47  | .830 |       |        | 94  | 17   |     |     |     | 50  | 145  |
| 1961-62   | 25   | TOTAL             | NBA  | 21  |     | 288  | 51  | 115  | .443 |    |     |     | 35  | 46  | .761 |       |        | 77  | 16   |     |     |     | 33  | 137  |
| 1961-62   | 25   | Chicago Packers   | NBA  | 13  |     |      |     |      |      |    |     |     |     |     |      |       |        |     |      |     |     |     |     |      |
| 1961-62   | 25   | St. Louis Hawks   | NBA  | 8   |     |      |     |      |      |    |     |     |     |     |      |       |        |     |      |     |     |     |     |      |
| Total     |      |                   | NBA  | 190 |     | 3092 | 575 | 1429 | .402 |    |     |     | 398 | 501 | .794 |       |        | 907 | 132  |     |     |     | 385 | 1548 |

##### Playoffs
| Temporada | Edad | Equipo          | Liga | P | MIN | TCA | TC | 3PA | 3P | TLA | TL | R.OF. | REB | ASIS | ROB | TAP | PER | FP | PTS | %TC  | %3P | %FT   | MIN | PTS | REB | AST |
| 1959-60   | 23   | Detroit Pistons | NBA  | 2 | 18  | 4   | 12 |     |    | 3   | 3  |       | 4   | 2    |     |     |     | 2  | 11  | .333 |     | 1.000 | 9.0 | 5.5 | 2.0 | 1.0 |
| Total     |      |                 | NBA  | 2 | 18  | 4   | 12 |     |    | 3   | 3  |       | 4   | 2    |     |     |     | 2  | 11  | .333 |     | 1.000 | 9.0 | 5.5 | 2.0 | 1.0 |

## Vida posterior
Tras dejar la práctica del baloncesto en activo, se dedicó durante 40 años a vender seguros, jubilándose en 1998. En 2006 volvió de nuevo a trabajar en un nuevo casino situado en Indiana.